# Монтелеоне д'Орвието
Монтелео̀не д'Орвиѐто (на италиански: Monteleone d'Orvieto) е село и община в Централна Италия, провинция Терни, регион Умбрия. Разположено е на 500 m надморска височина. Населението на общината е 1576 души (към 2010 г.).